# رودیک بارسقیان
رودیک گئورگی بارسقیان (ارمنی: Ռուդիկ Գևորգի Բարսեղյան؛  زادهٔ ۱۵ ژوئیهٔ ۱۹۵۳) تاریخ‌نگار و روزنامه‌نگار اهل ارمنستان است.

## زندگی‌نامه
وی در ۱۵ ژوئیه ۱۹۵۳ در شنوغ به دنیا آمد و از دانشگاه دولتی ایروان (۱۹۷۷) فارغ‌التحصیل گشت. همچنین برندهٔ جوایزی همچون مدال گارگین نژده و مدال طلای وزارت فرهنگ جمهوری ارمنستان شده‌است.